# Muñique
Muñique es una localidad española del municipio de Teguise, perteneciente a la provincia de Las Palmas, en la comunidad autónoma de Canarias.

## Toponimia
El lugar puede aparecer referido como «Muñique» y «Munique».

## Historia
Hacia mediados del siglo XIX, el lugar, referido por entonces como una aldea ya perteneciente a Teguise, tenía contabilizada una población de trece habitantes. Aparece descrito en el undécimo volumen del Diccionario geográfico-estadístico-histórico de España y sus posesiones de Ultramar de Pascual Madoz con las siguientes palabras:

MUNIQUE: aldea en la isla de Lanzarote, prov. de Canarias, part. jud. de Teguise. pobl.: 3 vec., 13 alm.
(Madoz, 1848, p. 689)

En 2022, la entidad singular de población tenía empadronados 364 habitantes y el núcleo de población, 362.